# Brachyglossula communis
Brachyglossula communis är en biart som beskrevs av Trucco Aleman 1999. Brachyglossula communis ingår i släktet Brachyglossula och familjen korttungebin. Inga underarter finns listade.